# Mind’s Eye
Mind’s Eye är ett svenskt progressiv metal-band från 1992, även innehållande rock, jazz/fusion- och små mängder latinomusikinfluenser. Från andra band har influenser kommit från bland annat Rush, Yes, Queensrÿche, Electric Light Orchestra, Winger, Toto och Genesis. Deras låtar har framträdande gitarrer, samt använder olika verktyg för att få fram en säregen musikstil. De har liknats vid två andra svenska band, Treasure Land och Lion's Share.

## Historia
Bandet grundades 1992 när Johan Niemann på bas och Daniel Flores på trummor och keyboard träffade Fredrik Grünberger på gitarr. Först kallade de sig Afterglow. Efter att ha spelat tillsammans i runt ett år träffade de sångaren German Pascual med vilken de gjorde en självproducerad, självfinansierad CD kallad Afterglow efter bandets namn. CD:n innehöll fyra av åtta inspelade sånger och fick god kritik av svensk press. Bandet hade inget skivkontrakt, utan letade istället efter en ny sångare efter att German Pascual lämnade bandet. Man prövade därför att spela in en demo med två olika sångare, Robert Forse och Thomas Vikström, men ingen av de fungerade och man valde då att sätta in Johan Persson som sångare. Man bytte namn till Mind’s Eye.
1997 fick man ett skivkontrakt med Sensory, och man spelade in skivan Into the Unknown, vilken fick god kritik. Man var emellertid tvungen att byta sångare igen. Den nya sångaren hette Andreas Novak. Deras andra album, … waiting for the tide, spelades in 1999. Skivan fick mycket god kritik och låtar som "Calling (father to son)" spelades ofta på radion både i Sverige och i USA. 2000 lämnade Johan Niemann för bandet Therion. Samma år kom man trea av tio i en tävling med Europas bästa band i sin genre. I januari 2001 frågades Niemann om han ville återansluta till bandet, vilket han tackade ja till, och bandet spelade in sitt tredje album.
I en nybyggd studio spelade man in det nyskapande albumet A Work of Art, som var klart i augusti 2001. Återigen fick man bra kritik. Emellertid gick skivbolaget i konkurs och man var tvungen att byta skivbolag, efter att ha tagit en lång paus. Under tiden var Andreas Novak med i Fame Factory. Sedermera återsamlades bandet, förutom Fredrik Grünberger som var tvungen att sluta. Johan Niemann bytte därmed till gitarr för att ta Grunbergers plats. Albumet som sedan skapades, Walking on H20, blev det tyngsta som bandet har gjort.
Nästa album skulle bli revolutionerande, emedan man bestämde sig för att spela in hela inspelningen på film. Man bestämde sig även för att göra en riktig musikvideo. Man gjorde musikvideo av låten "Feed My Revolver".

## Medlemmar
Nuvarande medlemmar
- Daniel Flores – keyboard, trummor (1997– )
- Johan Niemann – basgitarr (1997–2000), gitarr, basgitarr (2001– )

Tidigare medlemmar
- Robert Forse – sång (1997)
- Fredrik Grünberger – gitarr (1997–2001)
- Germán Pascual – sång (Only during Afterglow)
- Johan Fahlberg – sång (1997)
- Andreas Novak – sång (1998–2007)

Medlemmar i Afterglow (1992–1997)
- Johan Niemann – bsgitarr (1992–2007)
- Daniel Flores – trummor, keyboard (1992–2007)
- Frederik Grünberger – gitarr (1994–1997)
- Robert Forse – sång (1996–1997)
- Germán Pascual – sång (1993–1996)
- Thomas Vikström – sång (1996 demo)

## Diskografi
Studioalbum
- Afterglow (1994)
- Into the Unknown (1998)
- ...Waiting for the Tide (2000)
- Warning: Minds of a Raging Empire (2001)
- A Work of Art (2002)
- Walking on H2O (2006)
- A Gentleman’s Hurricane (2007)
- 1994: The Afterglow (2008)

Singlar
- "Calling (Father to Son)" (2002)